# Catharsius jacksoni
Catharsius jacksoni là một loài bọ cánh cứng trong họ Bọ hung (Scarabaeidae).